# Drève de Willerieken
La drève de Willerieken (en néerlandais Willerieksedreef) est un chemin forestier bruxellois de la commune d'Auderghem et de Overijse, qui relie Notre-Dame-au-Bois à travers la Forêt de Soignes à la Welriekendedreef (dénomination sur Overijse), pour aboutir à la route de Mont-Saint-Jean.
Sa longueur est d'environ 900 mètres.

## Historique et description
À travers les siècles, la dénomination de cette voie a changé maintes fois : Welriekende, Welriekene, Willerieken ou Bonne Odeur en français. Finalement a été retenu pour cette partie, qui se trouve au nord sur Auderghem et au sud sur Overijse : Willerieken.
La drève de Bonne Odeur se trouve sur la carte de de Ferraris (1771) en tant que sentier menant par la forêt de Soignes de Jezus-Eik à chapelle Willerieken, pour continuer jusqu’à Boitsfort.